# Frank Pollet

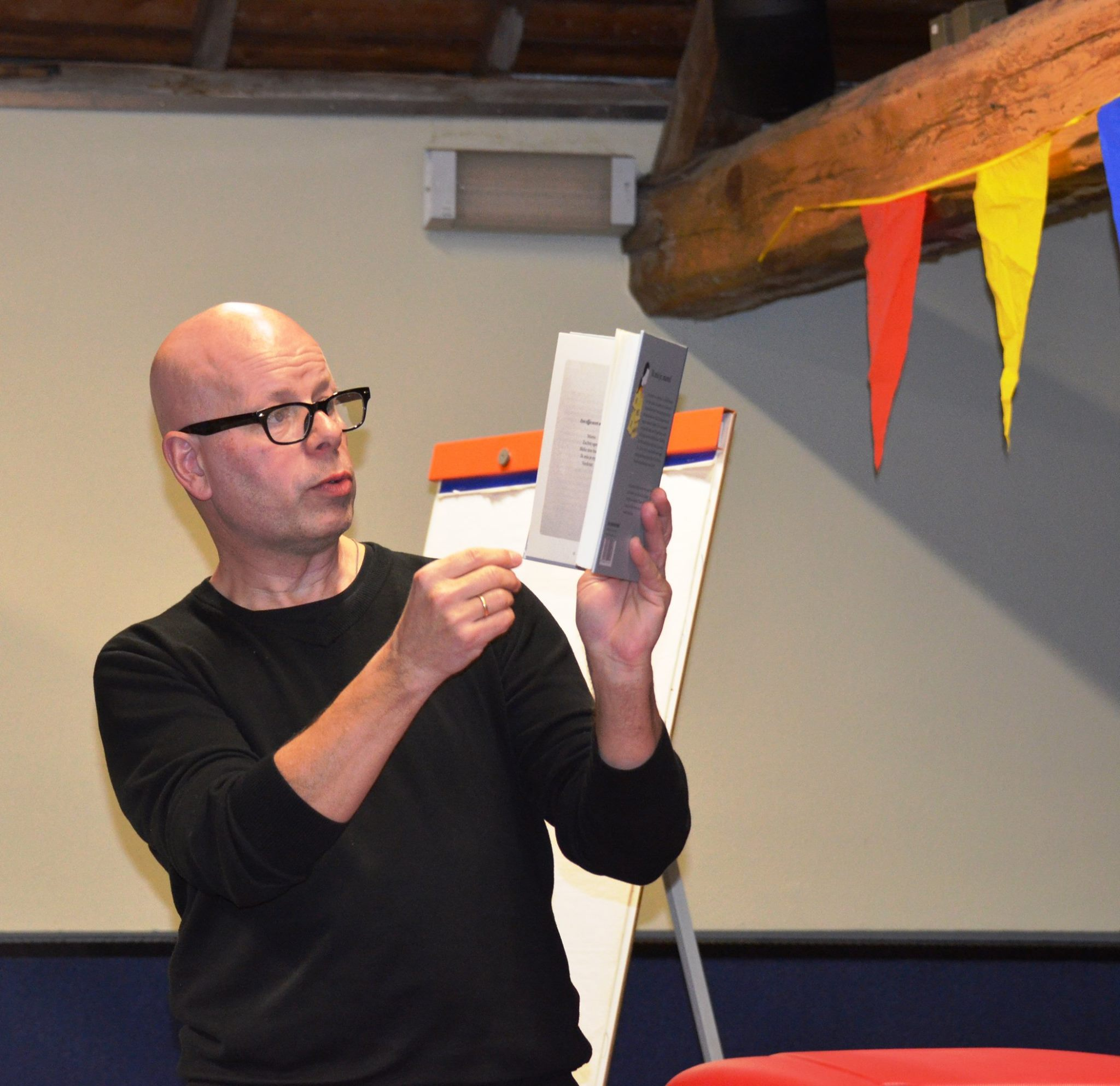
Frank Pollet tijdens een lezing in de bibliotheek van Lokeren, 2016 (foto Annie Moenaert)

Frank Pollet (Sint-Niklaas, 5 juli 1959) is een Nederlandstalige Belgische schrijver van poëzie, jeugdboeken en theater. Ook is hij werkzaam als journalist en fotograaf.

## Carrière
De kinderboeken van Frank Pollet werden tweemaal bekroond met de Prijs van de Kinder- en Jeugdjury, met de Trofee LEES 1 7 en met de Inclusieve Griffel 2015. Werk van hem werd vertaald naar het Frans, Indonesisch, Koreaans en Chinees.
In 2015 ontving Frank Pollet de Cultuurprijs van de Stad Sint-Niklaas.
Frank Pollet en zijn vrouw Moniek Vermeulen vormden jarenlang samen de hoofdredactie van KITS, een actualiteitenmagazine voor kinderen van 10 tot 12 jaar.
Momenteel is hij freelance medewerker van Poëziekrant.
In Sint-Niklaas is hij vanaf 1 november 2024 coördinator van De Eenzame Uitvaart, een literair-maatschappelijk initiatief waarbij een passend gedicht wordt geschreven en voorgedragen bij de uitvaart van eenzame overledenen.

### Kinder- en jeugdboeken
- Woordbrigade
- Opastop!
- Vanillo! (2de druk)
- Crapuultjes! (2de druk)
- De Put!
- Kierewieteke!
- Zonder Doel
- Gezellig op het kerkhof!
- Rotvos!
- Meisje!
- Foert! (2de druk)
- Eddie Wellie!
- Ik vind je hiëroglief (gedichtenbundel) (3de druk)
- Man eet hond (in samenwerking met Guy Didelez)
- Rarifeiten I - megacoole dierenverhalen (in samenwerking met Guy Didelez)
- Grote Juul en Kleine Egon (in samenwerking met Moniek Vermeulen)
- Het geheime kistje
- Rarifeiten II - bangelijke mobiele verhalen (in samenwerking met Guy Didelez)
- De Noodrem!
- Rarifeiten III - boeven en blunders (in samenwerking met Guy Didelez)
- Rarifeiten IV - rotjong & snotjong (in samenwerking met Guy Didelez)
- Bruis! (interactieve dichtbundel met plastisch werk van Gitte Vancoillie)
- Rarifeiten V - Muizen & Monsters (in samenwerking met Guy Didelez)
- Spinnie schittert! (prentenboek in samenwerking met Moniek Vermeulen en Nicole Montagne)
- Zoo de ruimte in! (non-fictie, over experimenten met dieren in de ruimte) (2de druk)
- Een nieuwe thuis voor Treesje (2de Prijs Kinder- en Jeugdjury 2015[2])
- Alles wat je absoluut niet wil weten over 13 en nog veel, veel, veel, veeeeeeeeeel meer! (2de druk)
- Want een ezel is een voorbeeldig mens! (bekroond met de 1ste Prijs Kinder- en Jeugdjury 2016[3] en met de Inclusieve Griffel 2015[4]) (2de druk)
- Berta, voor niets of niemand bang (prentenboek in samenwerking met Moniek Vermeulen, met illustraties van Gitte Vancoillie)
- De Foute Woordenboek (in samenwerking met Moniek Vermeulen en Gitte Vancoillie)
- Ik mis je, mams! (in samenwerking met Moniek Vermeulen)
- Thuis in de natuur (in samenwerking met Moniek Vermeulen en met cartoons van o.a. Lectrr, Zaza en Eva Mouton)
- de Wachteling (in samenwerking met Moniek Vermeulen en Tim Polfliet, in opdracht van de Special Art Foundation)
- Onopgelost & Waargebeurd (in samenwerking met Guy Didelez) (2de druk)
- Relmuis! (in samenwerking met Moniek Vermeulen en illustrator Jurgen Walschot) (2de druk)
- Keigrappig & Waargebeurd (in samenwerking met Guy Didelez - met cartoons van Carré) (3de druk)
- Waanzinnig & Waargebeurd (in samenwerking met Guy Didelez - met cartoons van Carré)
- Frida's coole klimaatboek (in samenwerking met Moniek Vermeulen - met prenten van Jurgen Walschot)
- Het verdwenen paneel (in samenwerking met Moniek Vermeulen - strip met prenten van Pieter De Poortere)
- Beestig & Waargebeurd (in samenwerking met Guy Didelez - met cartoons van Carré)
- Beestig koud! (in samenwerking met Moniek Vermeulen - strip met prenten van Michiel Van Thillo)
- De familie Blet tikt door! (in samenwerking met Moniek Vermeulen - strip met prenten van Melvin)
- Bullshit & Gedaas! (dichtbundel voor tieners, met plastisch werk van Gitte Vancoillie)
- Fukjoepuberken! (in samenwerking met Moniek Vermeulen en illustrator Jurgen Walschot)
- Woordstoornissen! (niet in de handel)
- Burenboel! + Ik vind je hiëroglief (7de druk / 4de druk in één band, speciale editie n.a.v. 25 jaar Burenboel!)
- Alles wat je absoluut niet wil weten over 13 en nog veel, veel, veel, veeeeeeeeeel meer! (3de druk - met coverafbeeldingen in AI)

### Columns en reportages
- RadioMuziek! (25 columns over muziek en wat ermee verband houdt)
- MuziekRadio! (25 columns over muziek en wat ermee verband houdt)
- De Werkkamer (Gesprekken met 29 dichters in hun werkkamer - met o.m. Tom Lanoye, Charles Ducal, Joke Van Leeuwen, Stijn Vranken)

### Poëzie
- Waterland
- Belladonna
- Zymose
- La Strada
- Anaconda
- De Weeromstuit
- LaDiDa
- DaLiDa
- aLDiDa
- Drie Theremins
- Caravan!
- I A
- Turbulenties!
- Polletanië! (verzamelde gedichten)

### Bloemlezingen
- Van de kaart (29 dichters over Doel)
- Vreemdsoortig Gebied (31 Wase dichters)
- IK BEN NIET GEK! [ik ben een gedicht], poëzie rond waanzin
- EEK! EEN GEDICHT!, poëziebloemlezing en -werkboekje voor BSO-leerlingen (in samenwerking met Patrick Van Lysebetten)
- Boezeming - 2 x 33 gedichten rond borsten (m/v) (in samenwerking met Reine De Pelseneer)

### Album
- Allemansland (featuring Maggi Mai) - gezongen poëzie van Frank Pollet

### Educatieve publicaties
- de reeks 'Een lachertje!', 11 werkboekjes rond taal en rekenen (3de graad lagere school, 1ste graad middelbaar), Uitgeverij Een Fijne Dag
- Het Grote Nieuwjaarsbrieven-Zelfbouwpakket (creatieve teksten voor nieuwjaarsbrieven, i.s.m. Moniek Vermeulen en Rob Baetens), Uitgeverij Een Fijne dag
- Ben Correct (posterreeks rond sociale vaardigheden, voor de lagere school), Uitgeverij Een Fijne Dag
- Bennie Bot (posterreeks rond sociale vaardigheden, voor de middelbare school), Uitgeverij Een Fijne Dag
- Jonge volwassenen - 7 jeugdzonden (PAV-boek rond jongerencultuur voor 3de graad BSO, i.s.m. Patrick Van Lysebetten), Uitgeverij Van In
- Terrorisme, een torenhoog probleem (PAV-boek voor 3de graad BSO, i.s.m. Patrick van Lysebetten), Uitgeverij Van In
- Verkiezingen. Kiespijn? Of in een goede stemming? (PAV-boek voor 3de graad BSO, i.s.m. Patrick van Lysebetten), Uitgeverij Van In

## Privé
Pollet is getrouwd met schrijfster Moniek Vermeulen, met wie hij enkele boeken en toneelstukken voor kinderen schreef. Het echtpaar woont en werkt in Puivelde.